# متیو کریر
متیو کریر (فرانسوی: Mathieu Carrière‎؛ زادهٔ ۱۹۵۰) بازیگر و کارگردان اهل آلمان است.
از فیلم‌ها یا برنامه‌های تلویزیونی که وی در آن نقش داشته است، می‌توان به اگون شیله: زیاده‌روی و مجازات، نامت یوستینه است، راه‌ها در میان شب، روزگار سپری‌شده، ارادهٔ آنا، آرسن لوپن، جوردانو برونو، شارلوت، در امتداد درخشش و لوتر و نامزد اشاره کرد.